# Martti Marttelin
Martti Bertil Marttelin (ur. 18 czerwca 1897 w Nummi, zm. 1 marca 1940 w okolicach Leningradu) – fiński lekkoatleta (długodystansowiec), medalista olimpijski z 1928.
Zdobył brązowy medal w biegu maratońskim na igrzyskach olimpijskich w 1928 w Amsterdamie, za Bougherą El Ouafim z Francji i Manuelem Plazą z Chile. Jego rezultat – 2:35:02 był również rekordem życiowym, którego później nie poprawił.
Marttelin dwukrotnie ustanawiał rekordy świata w biegu na 25 000 metrów: 16 września 1928 w Tampere uzyskał czas 1:24:24, a 14 września 1930 w Wyborgu 1:22:28.
Poległ podczas wojny zimowej w walkach nad rzeką Burną (dopływem Vuoksi).